# Wempea I
Ne doit pas être confondu avec Wempea II.
Wempea I est un village du département de Toussiana de la province du Houet dans la région des Hauts-Bassins au Burkina Faso.

## Santé et éducation
Le centre de soins le plus proche de Wempea I est le centre de santé et de promotion sociale (CSPS) de Toussiana.